# Субхі аль-Туфайлі
Субхі аль-Туфайлі (араб. صبحي الطفيلي; нар. 1948) — ліванський високопоставлений шиїтський священнослужитель і політик, який заснував войовниче угруповання Хезболла в 1982 р., і був його першим генеральним секретарем з 1989 по 1991 рр. З порівняно молодого віку Туфайлі отримав популярність серед ліванських шиїтів, які вважали його найосвіченішим шиїтським марджею у долині Бекаа.